# Alain Connes
Alain Connes, francoski matematik, * 1. april 1947, Draguignan, Francija.